# Ronny Büchel
Ronny Büchel (Vaduz, 19 de março de 1982) é um futebolista liechtensteinense. Desde 2004, joga no Eschen/Mauren, clube de pequeno porte do principado.